# 塔因
塔因（葡萄牙語：Taim）是巴西的一个自治区，位于南大河州里奥格兰德。

## 自然保护区
塔因自然保护区设立于1986年7月21日，位于大西洋与米林潟湖之间的狭窄土地上。该自然保护区位列于联合国教科文组织的世界遗产备选名单中。